# 吉林德惠农村商业银行
吉林德惠农村商业银行股份有限公司，简称“德惠农商行”，是一家位于中国吉林省吉林省德惠市德信街299号的农村商业银行。下辖1个营业部、27个支行、10个分理处，员工总数667人。

## 历史
前身是德惠市农村信用合作联社。截至2011年底，各项存款42.6亿元，各项贷款26.9亿元，盈利0.8亿元，弥补历年亏损挂账0.78亿元。截至2013年一季度末，资产总额47.971424亿元，负债总额51.688725亿元。
2010年中国银行业监督管理委员会下发了《关于高风险农村信用社并购重组的指导意见》（银监发【2010】71号），定义监管评级为六级的农村信用社，以及监管评级为五B级且主要监管指标呈下行恶化趋势的农村信用社为高风险农村信用社。吉林九台农村商业银行为主发起，牵头其他出资方共计出资12.5亿元全资併購“德惠市农村信用合作联社”，筹建吉林德惠农村商业银行有限责任公司。2013年12月30日吉林银监局批复吉林德惠农村商业银行股份有限公司开业。2013年12月31日，德惠农村商业银行挂牌营业。注册资本5亿元，九台农商行出资45%，吉林双阳农村商业银行、吉林信托、吉林省陇源农业生产资料集团公司、长春市中东天宝公司、吉视传媒股份有限公司、联合创业集团有限公司分别出资5%、10%、10%、10%、10%、10%。  